# Jump 10
Jump 10 World Hoops Challenge es un torneo profesional-amateur que funciona como plataforma de comunicación de baloncesto con un estándar internacional, a través de la cual los fanáticos nacionales pueden compararse con jugadores de clase mundial. Al mismo tiempo, los jugadores de otros países pueden obtener información sobre el desarrollo de la industria del baloncesto chino.
JUMP 10 se trata de reunir a los jugadores de todo el país, después de recibir un entrenamiento intenso de un equipo de entrenadores profesionales, donde jugarán contra equipos de élite de varios países. El significado del número 10 está inspirado en la hermandad colectiva de la competición de baloncesto 5X5. También representa la altura de la cancha en pies. El nombre completo "JUMP 10" se refiere a elevar tu juego a través de uno de los movimientos más cruciales del baloncesto.
Su primera edición se celebró en 2016 con jugadores chinos, y posteriormente, ha contado con la participación de diversas figuras del streetball como Desmond Jump.

## Eventos por año

### 2016
En la primera edición, los Náuticos de Mazatlán ingresaron a la competencia para representar a México. En aquella ocasión, el quinteto azteca dirigido por Eric Weissling, sorprendió al terminar como campeones al vencer a Canadá. El partido por el tercer lugar dejaba a España como vencedor ante la local selección de China.

### 2017
El JUMP 10 World Hoops Challenge se llevó a cabo en el Rucker Park de Shanghái a partir del jueves. A la ceremonia de apertura asistió Giannis Antetokounmpo de los Milwaukee Bucks.
Entrando en su segundo año, el torneo de cuatro días cuenta con un total de 24 equipos. Cuatro son de China, mientras que el resto representa a países como Estados Unidos, Alemania, Francia, España, Australia, etc. Competirán por un premio total de 200.000 dólares estadounidenses.
Durante el torneo habrá un concurso de volcadas protagonizado por estrellas como Lipek, Take Fly, Chris Air, etc. Entre los países participantes, Team USA superó la competencia y ganó el primer lugar. Luego fueron seguidos por el equipo de Canadá en segundo lugar; y Team México en tercer lugar.

### 2018
El evento fue del 16 al 19 de agosto de 2018. El equipo ganador recaudaría $100,000 USD. Los finalistas recibirían $30,000 USD. 16 equipos de 13 países, incluidos Corea, EE. UU., Italia, España, Francia, Australia, Filipinas, China, México, Canadá, Alemania, Rusia, China, etc.
Loughborough Riders obtuvo la victoria en el primer Torneo de Verano Jump 10 con sede en el Reino Unido en la Universidad de Loughborough y representa al equipo UK.
El campeón de esta edición sería el equipo representante de Alemania al vencer al equipo China Kings. El tercer lugar sería para Venice Basketball League al vencer al combinado de Estados Unidos.

### 2019
En el torneo, equipos de 12 países luchan durante más de cuatro días por un premio de $ 100,000. Representaron en esta edición equipos de Estados Unidos, México, Canadá, Reino Unido, China, Filipinas, entre otros.
En la gran final, México se enfrentó a Canadá, equipo dirigido por Kyle Julius. El partido se tenía que decidir en la prórroga y allí fue donde los canadienses consiguieron los puntos para levantar el trofeo Jump 10 tras imponerse por un brillante 4-2 a su favor.
El podio lo complementó el equipo de USA Court King, que finalizó en tercera posición al derrotar al Reino Unido.

## Podio
| Ediciones | Primer lugar   | Segundo lugar | Tercer lugar   | Cuarto lugar   |
| --------- | -------------- | ------------- | -------------- | -------------- |
| 2016      | México         | Canadá        | España         | China          |
| 2017      | Estados Unidos | Canadá        | México         |                |
| 2018      | Alemania       | China Kings   | VBL            | Estados Unidos |
| 2019      | Canadá         | México        | Estados Unidos | Reino Unido    |